# ムネアカアワフキ
ムネアカアワフキ Hindoloides bipunctata Haupt はアワフキムシに近い昆虫の1つ。全身が黒く、胸部だけが赤い。

## 特長
体長(前翅をたたんだ状態で頭の先端から前翅の先端まで)は雌で5mm、雄では4mmほど。雌について記す。頭部は黒く、前の方やや下向きに突き出ている。複眼は黒く、単眼は暗褐色で、複眼の間の頭部背面は幅が広くて半球状に丸く盛り上がり、表面には強い光沢がある。前胸背は暗赤色で前の縁の部分は広い幅で黒となっている。前の縁は中央で強く前に突き出しており、後ろの縁は中央で強くくぼむ。小楯板はくさび状で比較的短く、先端は鋭く尖る。色は暗赤色だが前胸背より暗い色となっている。前翅は黒く、浅くて粗い点刻が多く、先端部は幅広くて淡褐色を帯びた半透明の膜状となっており、異翅半翅類(カメムシ亜目)の前翅のような作りになっている。歩脚は短く、後肢の勁節の外側に顕著な2本の刺状突起がある。雄は雌より体の幅が狭く、小楯板のみが赤い。
要するに雌では全身が黒で前胸背から前翅の間までが赤、雄では全身黒で前翅の間のみが赤い。

## 分布
本州、四国、九州から南西諸島に分布する。国外では台湾と中国(四川省、福建省)から知られる。

## 習性
幼虫は身体から石灰質を分泌し、それを使って枝先に巻き貝状の巣を作り、中に潜んでその中で泡を出す。宿主植物はサクラなど。

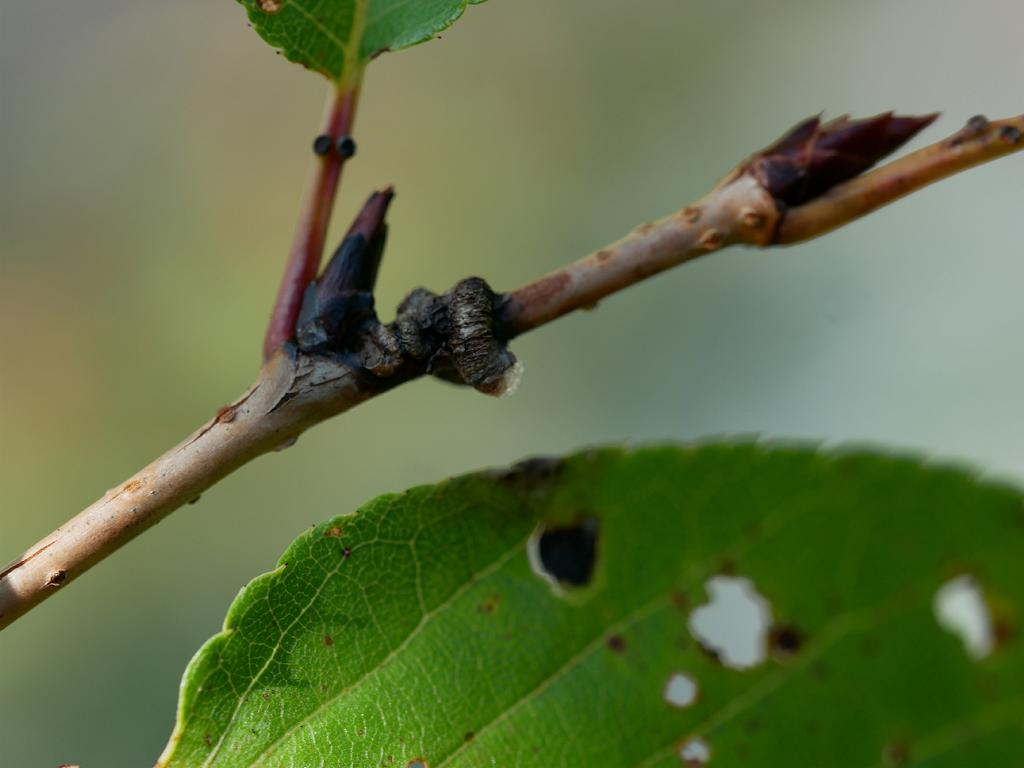
桜の枝の幼虫の巣
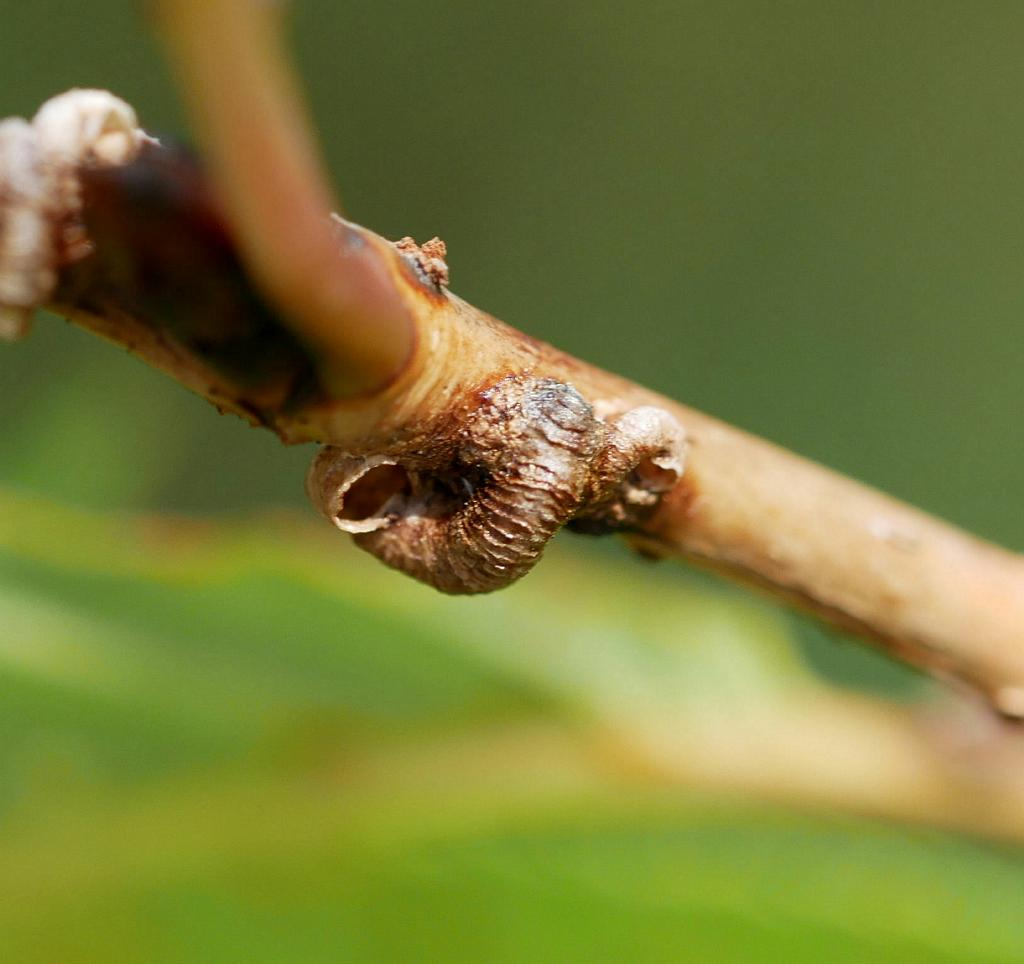
拡大して口を示す
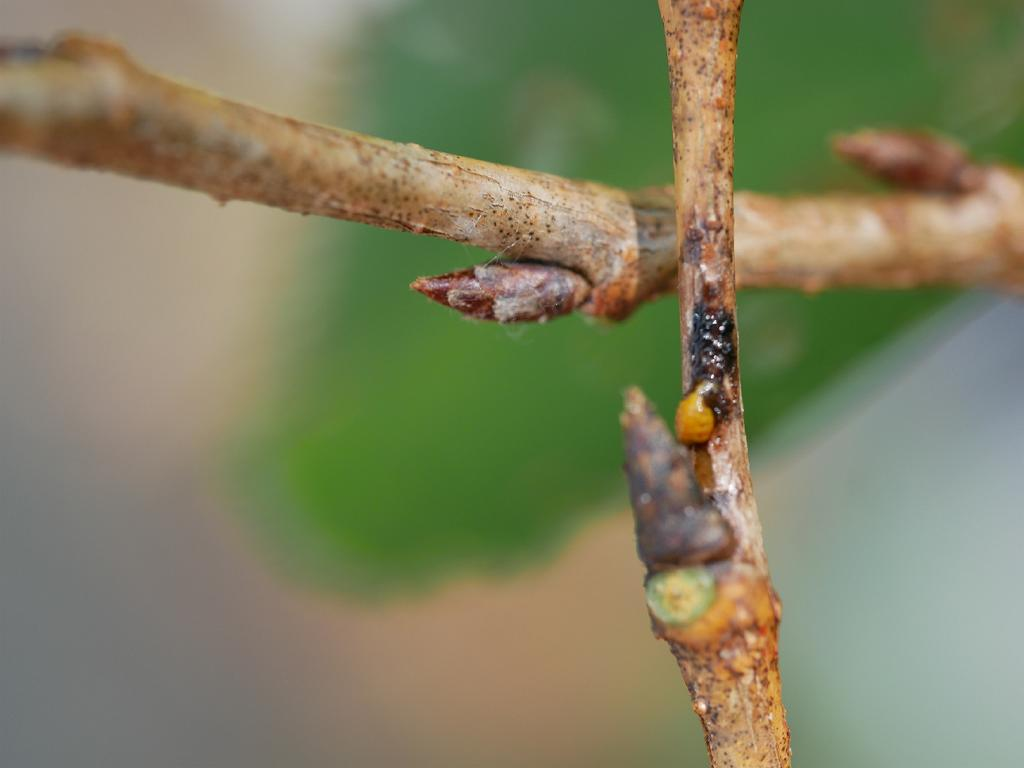
巣を壊すと幼虫が見える